# Volker Ochs

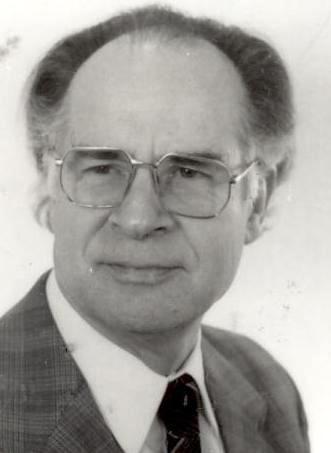
Volker Ochs

Volker Ochs  (* 11. Januar 1929 in Düsseldorf; † 16. Oktober 2018 in Frankfurt (Oder)) war ein deutscher Komponist und Kirchenmusikdirektor der Evangelischen Kirche in Berlin-Brandenburg. Er lebte zuletzt in Frankfurt (Oder) und war Ehrenbürger der Stadt Dahme/Mark.

## Leben und Wirken
Die Eltern – beide waren Musiklehrer – weckten in Volker Ochs früh die Liebe zur Musik. Mit 9 Jahren erhielt er Cellounterricht. Nach der Schulausbildung mit Abitur 1947 an den Franckeschen Stiftungen in Halle (Saale) studierte Volker Ochs Kirchenmusik an der Kirchenmusikschule Halle bei Kurt Fiebig (Komposition) und Gerhard Bremsteller (Orgel).
1949 führte Volker Ochs seine erste Singwoche durch und begegnete in diesem Zusammenhang Alfred Stier, dem Landessingwart von Sachsen-Anhalt. Alle drei, Fritz Jöde, Alfred Stier und Volker Ochs können als die „Väter“ der kirchlichen Singwochen gesehen werden.
In der Kirchenmusikschule in Halle lernte er seine Mitstudentin, Kirchenmusikerin Martha geb. Kampfrath aus Magdeburg kennen.
Sie heirateten am 3. August 1951. Aus dieser Ehe gingen 3 gemeinsame Kinder hervor. Am 19. Oktober 2005 verstarb seine Wegbegleiterin „Martel“.
1951 wurde er Dozent für Kirchenmusik am Seminar für kirchliche Dienste in Dahme/Mark. 1956 wurde Volker Ochs in das neu geschaffene Amt des Landessingwarts der Ev. Kirche in Berlin-Brandenburg berufen, das er bis zu seiner Pensionierung im Jahr 1994 innehatte. Seine Aufgabe bestand darin, in den Kirchgemeinden mit Kindern, Jugendlichen und Erwachsenen zu singen und zu musizieren sowie Chorleiter und Organisten auszubilden.
1964 wurde er ehrenamtlicher Obmann des Evangelischen Kirchenchorwerkes Brandenburg, 1974 Vorsitzender der Konferenz der Evangelischen Chorwerke in der DDR und 1991 Vizepräsident des Verbandes evangelischer Kirchenchöre Deutschlands. Seit 1971 war er Leitender Dozent der „Qualifizierung für musik- und bewegungstherapeutische Förderarbeit bei geistig Behinderten“ des Diakonischen Werkes der EKD.
1973 übernahm Volker Ochs den Vorsitz des Gesangbuchausschusses der Evangelischen Kirche der Union und wurde so Mitglied der Arbeitsgemeinschaft für ökumenisches Liedgut und des 1978 berufenen Gesangbuchausschusses Ost, der in Zusammenarbeit mit dem Gesangbuchausschuss West das Evangelische Gesangbuch (EG) erarbeitet hat.
Er ist Komponist vieler Kirchenlied-Melodien. Davon sind der Singspruch (Antiphon) Seht auf und erhebt eure Häupter (EG 21) und vier weitere Singsprüche und Lieder (EG 28, EG 278, EG 348, EG 417) im Evangelischen Gesangbuch aufgenommen worden.
In der Stadt Dahme/Mark wirkte er als Vorstand des Kulturvereins Dahme e.V. seit dessen Gründung im Jahr 1991 bis 2006, als Kurator von Kunstausstellungen, als Organisator vieler Konzerte und Heimatfeste und als Mitbegründer des Arbeitskreises „Die Kinder von Tschernobyl“, dessen Arbeit er als Musiktherapeut unterstützte.

## Hauptwerke
Vier Szenische Musiken zu pantomimischen Spielen
(für Sprecher, Chor, Sprechchor, Bläser in verschiedenen Besetzungen, Flöten, Orff-Instrumente, Bassgruppe, Pauken):
- Deine  Barmherzigkeit hat noch kein Ende (1964)
- Wachsen auf Christus hin (1966)
- Gott schafft Frieden (1967)
- Gottes Wege führen weiter (1976)

Zwei Chorzyklen (vierstimmig a cappella)
- Heiteres Herbarium nach dem gleichnamigen Gedichtzyklus von Karl Heinrich Waggerl. Strube-Verlag, VS 5034, München 1992.
- Die eine Rose überwältigt alles nach dem gleichnamigen Gedichtband von Eva Strittmatter. Strube-Verlag, VS 5034, München 1992.

Kantaten
- Ich will, solang ich lebe, rühmen den Herren mein, Kantate zu Advent und Weihnacht nach einem Text von Otto Bruder für Solo-Sopran, vierstimmigen Chor und Instrumente. Strube-Verlag, VS 1569, München 1997.
- Singe, meine Stimme, Kleine Morgenmusik für Solo-Sopran, dreistimmigen gemischten Chor und Instrumente, Text: Gottfried Schille und Bibel. Strube-Verlag, VS 1989, München 1998.
- Erhalt uns, Herr, bei Deinem Wort, Choralmusik für zwei vierstimmige Chöre, Bariton, Orgel (Bläser)

Singspiele
- Das Weihnachtslicht, Weihnachtsspiel, Text: Irmgard Walter. 2007.
- Schneewittchen, Märchen zum Sprechen und Musizieren für Kinder, Text: Christel Ulbrich.

Motette
- Introitusmotette zu Trinitatis Heilig ist Gott, der Herr (o. J.)

Lieder
- Vier Chorlieder auf Gedichte von Maria Lohuus (1989)
- Fünf Chorlieder zu Texten von Jochen Klepper mit neuen Melodien. Verlag Merseburger, Berlin/Kassel 2004.
- Zu dir, Gott, rufen wir, 41 neue Lieder für Singstimme und Klavierbegleitung. Strube-Verlag, VS 6261, München 2004.
- Drei Chorlieder auf Gedichte von Hermann Hesse, 2008
- Du Schöpfer der Erde, Fünf neue Lieder nach Texten von Lothar Petzold für Singstimme und Klavierbegleitung. Strube-Verlag, VS 6455, München 2008.
- Mit Herz und Mund, Fünfzehn neue Lieder zu Texten von Lothar Petzold. Strube-Verlag, VS 6656, München 2012.
- Sing uns hin ins Lauschen, Sieben Chorlieder für 4-stimmigen gemischten Chor a cappella nach Texten von Maria Loos, Annegret Grimm, Hermann Hesse und Joseph v. Eichendorf. Strube-Verlag, VS 6851, München 2015.

Kirchenlieder
- Laß die Wurzel unseres Handelns Liebe sein, 1971, EG 417; Text: Paul Kaestner (1921) und Dieter Trautwein (1986)
- Wie der Hirsch lechzt nach frischem Wasser, 1984, EG 278; Text: Dieter Trautwein

Biblische Liedrufe
- Also hat Gott die Welt geliebt, um 1980, Evangelisches Gesangbuch 28
- Gott verspricht: Ich will dich segnen, um 1980, Evangelisches Gesangbuch 348; Text: 1. Mose 12, 2
- Seht auf und erhebt eure Häupter, um 1980, EG 21; Text: Lukas 21, 28

Herausgabe von Chorsammlungen
- 15 Chorsätze von Bartholomäus Gesius. Evangelische Verlagsanstalt, Berlin 1964.
- Singe, meine Stimme, für dreistimmigen gemischten Chor, Evangelische Verlagsanstalt, Berlin 1981.
- Achtzig Chorsätze zum Wochenlied, Bärenreiter-Verlag, Kassel 1981.
- Nun freut euch, lieben Christen g’mein. 1981.
- Singe, meine Stimme, singe, Chorsätze zum Beiheft zum Evangelischen Gesangbuch für drei gemischte Stimmen. Strube-Verlag, VS 1191, München 1990.
- Nun jauchzet all, Chorsätze zum Evangelischen Gesangbuch für dreistimmigen gemischten Chor. Strube-Verlag, VS 1281, München 1992.
- Singt das Lied der Freude, Kinderchorbuch. Bärenreiter-Verlag, Kassel 1995.
- Kommt mit Gaben und Lobgesang, für Frauenchor. Carus-Verlag, Stuttgart 1997.

Kirchenmusikalische Lehrhefte
- Musiziert alle mit, Anleitung zum Gebrauch Orffscher Instrumente. Das Werkheft 17, Evangelische Verlagsanstalt, Berlin 1970,
- Singt doch fröhlich mit, Praktische Anleitungen zum Singen mit allen Gruppen unserer Gemeinden. Das Werkheft 25, Evangelische Verlagsanstalt, Berlin 1968.

Choralvorspiele für Orgel und für Posaunenchöre
Das kompositorische Werk von V. Ochs ist eingestellt ins Musikarchiv der Nikolai-Kirche in 15926 Luckau, Lange Str. 50.